# Goldberg (horská skupina)
Goldberg, skupina Goldberg (německy Goldberggruppe) je horská skupina ve Vysokých Taurách, v Centrálních krystalických Alpách, ve středo-západní části Rakouska. Nachází se východně od nejvyšší horské skupiny rakouských Alp Glockner a západně od skupiny Ankogel. Jižně leží skupina Kreuzeck.
Nejvyšší horou horského masivu je s nadmořskou výškou 3 254 metrů Hocharn. Dalšími nejvyššími vrcholy ve skupině jsou Hoher Sonnblick (3 105 m), kde je nejvýše položená meteorologická stanice v Rakousku, a Schareck (3 121 m).

## Geografie
Horská skupina Goldberg se rozkládá v Salcbursku a Východním Tyrolsku. Má rozlohu okolo 750 km². V nejvyšších částech pohoří se nachází ledovce, nejznámější jsou Vogelmeier Ochsenkarkees a Krumelkees. V jižní části pohoří je několik přehradních nádrží. Silniční komunikace vedou do pohoří zejména ze severu a jihu, místy stoupají až vysoko do hor.